# جوناثان ميرغي
جوناثان يعقوب ميرغي (مواليد 10 فبراير 2000)، المعروف باسم عائلته التونسية-اليهودية ميرغي، هو مغني وكاتب أغاني وراقص إسرائيلي. وحقق شهرته بعد مشاركته في الموسم الخامس من النجم الصاعد حيث وصل إلى المركز الثاني في المسابقة.